# 楼下桥
楼下桥，是位于中国福建省宁德市周宁县礼门乡楼下岗村的一个清代古建筑，2012年入选周宁县第三批文物保护单位。
楼下桥始建年代未知，清朝宣统三年（1911年）重建，桥为木制单拱廊桥，东西走向，长22.6米，宽4.14米，高3.9米，距水面高12.4米，拱跨度18米，廊屋为九间四十柱，北侧有奉祀观音、真武大帝和普安大帝的神龛，两边有木条凳，抬梁式木构架歇山顶，梁上有“木匠秀坑村正绳张学昶”字样。2003年12月，宁德市人民政府将其纳入木拱廊桥的保护名录。